# Њу Камберланд (Западна Вирџинија)
Њу Камберланд (енгл. New Cumberland) град је у америчкој савезној држави Западна Вирџинија.

## Демографија
По попису из 2010. године број становника је 1.103, што је 4 (0,4%) становника више него 2000. године.
| Група             | 2000.         | 2010.         |
| Белци             | 1.079 (98,2%) | 1.064 (96,5%) |
| Афроамериканци    | 0 (0,0%)      | 0 (0,0%)      |
| Азијати           | 3 (0,3%)      | 6 (0,5%)      |
| Хиспаноамериканци | 12 (1,1%)     | 15 (1,4%)     |
| Укупно            | 1.099         | 1.103         |